# Филимонов, Владимир Иванович
Влади́мир Ива́нович Филимо́нов (10 января 1949, Йошкар-Ола) — советский футболист, полузащитник и российский тренер. Отец футболиста, экс-вратаря «Спартака» и сборной России Александра Филимонова.

## Биография
Воспитанник СДЮШОР «Спартак» Йошкар-Ола.
Начинал играть в «Нефтянике (Бугульма)», затем играл за «Спартак» (Йошкар-Ола), кишиневский «Нистру», «Целинник» из Целинограда, череповецкий «Строитель». Всегда выступал в полузащите.
В 1974-м Кишинёв был представлен в высшей лиге, игрок забил киевским динамовцам, ворота которых защищал Евгений Рудаков.
В середине 90-х работал в воронежском «Факеле» в качестве тренера, позже были такие клубы как «Планета» (Бугульма), где работал начальником команды, «КАМАЗ-Чаллы» (Набережные Челны) — тренер, с 2001 по 2002 гг. работал главным тренером «Алнаса» (Альметьевск).
Также работал в Центре подготовки футболистов ФК «КАМАЗ».
С августа 2013 года работает старшим тренером Центра подготовки молодых футболистов ФК «Рубин».